# Södra Mellby landskommun
Södra Mellby landskommun var en tidigare kommun i dåvarande Kristianstads län.

## Administrativ historik
Kommunen bildades i Södra Mellby socken i Albo härad i Skåne när 1862 års kommunalförordningar trädde i kraft. 
I kommunen inrättades 3 december 1886 Kiviks municipalsamhälle vilket även låg i Vitaby landskommun.
Vid kommunreformen 1952 uppgick kommunen i Kiviks landskommun som 1974 uppgick i Simrishamns kommun.

## Politik

### Mandatfördelning i Södra Mellby landskommun 1938-1946
| 6 | 14 |

| 20 |

| 7 | 13 |

| 20 |

| 7 | 13 |

| 20 |